# Lactophrys
Lactophrys  - rodzaj morskich ryb rozdymkokształtnych z rodziny kosterowatych.
Występowanie: zachodni Ocean Atlantycki

## Klasyfikacja
Gatunki zaliczane do tego rodzaju:
- Lactophrys bicaudalis - kostera kropkowana[3]
- Lactophrys trigonus - Kostera trygonek

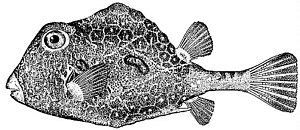
Lactophrys trigonus